# Edward Lee Greene
Edward Lee Greene, född den 10 augusti 1843 i Hopkinton, Rhode Island, död den 10 november 1915 i Providence, Rhode Island, var en amerikansk botaniker som beskrev och namngav över 4 400 växtarter i amerikanska västern.
1859 flyttade han till Wisconsin för att studera vid Albion Academy. Där träffade han svensken Thure Kumlien, som han följde på fältresor, vilket ökade Greenes intresse för botanik. 1862 gick han med i armén och kunde under sina tre år där samla växtprover under marscher genom Tennessee, Kentucky och Alabama. Efter sin tid i armén återvände han till Albion Academy och erhöll sin Bachelor of Philosophy 1866. Greene blev så småningom präst inom Episkopalkyrkan i USA och kunde under sina resor till kyrkor i sydvästra USA fortsätta att samla växter, bland annat var han den förste som upptäckte Phlox hirsuta. Han började glida iväg från den episkopala kyrkan och konverterade till katolicismen 1884. 1885 blev han den förste professorn i botanik vid University of California, Berkeley, där han stannade till 1895 då hans kontroversiella förespråkande av en reform av nomenklaturen ledde till en konflikt som tvingade honom att lämna universitetet. Han fick istället anställning vid Catholic University of America, där han arbetade mellan 1895 och 1904 för att sedan anställas vid Smithsonian Institution till kort före sin död 1915.
Auktorsnamnet Greene kan användas för Edward Lee Greene i samband med ett vetenskapligt namn inom botaniken; se Wikipediaartiklar som länkar till auktorsnamnet.